# Зорі типу β Ліри
Зорі типу β Ліри (GCVS-скорочення: EB) — група затемнюваних зір, на кривих блиску яких майже немає ділянок сталого блиску, а головний та вторинний мінімум мають різну глибину. Постійна змінність яскравості пояснюється малими відстанями у тісній подвійній системі, які призвели до деформування зір.

## Опис
Обидва компоненти зір типу β Ліри досить масивні (декілька мас Сонця кожен) та принаймні одна зоря має значно збільшений розмір (гігант або надгігант). При цьому вони обертаються у доволі тісній системі, внаслідок взаємного впливу гравітації їх форми значно відрізняються від кулястої (тобто, вони мають витягнуту, еліпсоїдальну форму). Внаслідок потужного зоряного вітру більшої за розміром зорі та/або заповнення нею порожнини Роша утворено спільну оболонку й відбувається акреція речовини на меншу за розміром зорю.
Через це криві блиску зір типу β Ліри досить гладенькі — затемнення починаються та закінчуються настільки плавно, що важко визначити час початку чи кінця. Амплітуда зміни яскравості у більшості випадків не перевищує однієї видимої зоряної величини; найбільша відома амплітуда становить 2,3 зоряних величини і спостерігається у V480 Ліри.
Недолік класифікації затемнюваних подвійних за формою кривої блиску полягає в тому, що вона не враховує фізичних властивостей системи, а у випадку зір типу β Ліри також залежить від точності вимірювань. Тому до них застосовують інші варіанти класифікації, зокрема, за ступенем заповнення порожнини Роша системи поділяють на розділені (англ. Detached), напіврозділені (Semidetached) та контактні системи. Зорі типу β Ліри можуть належати до будь-якого з цих трьох типів. Системи типу β Ліри інколи розглядають як підтип зір типу Алголя[джерело?]; однак вони мають різні криві блиску (початок та кінець затемнення зір типу Алголя визначається досить чітко). Також зорі типу β Ліри схожі на зорі типу W Великої Ведмедиці, однак останні в цілому є ще більш тісними подвійними (так звані контактні подвійні), а їх компоненти переважно меншої маси, ніж компоненти зір типу β Ліри (десь на одна масу Сонця).
Зміни яскравості дуже регулярні, оскільки визначаються орбітальним періодом подвійної системи. Ці періоди короткі, переважно — кілька діб. Найкоротший відомий період становить 0,29 доби (QY Гідри); найдовший відомий — 198,5 діб (W Південного Хреста). У подвійних системах типу β Ліри з періодами довше 100 діб, один з компонентів як правило — надгігант. У зір типу β Ліри спостерігається залежність між віком та орбітальним періодом — середній період зменшується від двох діб у віці десятків мільйонів років до півдоби у віці 10 мільярдів років. Причина цього невідома, а зорі типу W Великої Ведмедиці такої залежності не демонструють.

## Приклади
Відомо майже тисяча зір типу β Ліри: у виданні Загального каталогу змінних зір (2003) перелічено 835 з них (2,2 % всіх змінних зір у каталозі). Найяскравіші зорі цього типу:
| Зоря | Тип за GCVS* | Період (діб) | Видима зоряна величина системи (макс, мін) | Спектральний клас     | відстань (світлових років) |
| --- | ------------ | ------------ | ------------------------------------------ | --------------------- | -------------------------- |
| ζ And | EB/GS/RS     | 17.7695      | 3.92-4.14                                  | K1II-III              | 181                        |
| DV Aqr | EB           | 1.575529     | 5.89-6,25                                  | A9V                   | 280                        |
| UW Великого Пса | ~EB/KE       | 4.393407     | 4.84-5.33                                  | O7Ia: fp+OB           | ~3000                      |
| τ CMa | EB           | 1.28         | 4.32-4.37                                  | O9Ib                  | ~3000                      |
| β Lyr (прототип) | EB           | 12.913834    | 3.25-4.36                                  | B8II-IIIep            | 880                        |
| TU Mus | EB/KE        | 1.3          | 8.17-8.75                                  | O7.5V + O9.5V         | 15500                      |
| δ Pic | ~EB/D        | 1.672541     | 4.65-4.90                                  | B3III+O9V             | 1700                       |
| V Pup | EB/SD        | 1.4544859    | 4.35-4.92                                  | B1Vp+B3:              | 1200                       |
| PU Pup | EB           | 2.57895      | 4.69-4.75                                  | B9                    | 550                        |
| υ Sgr | EB/GS        | 137.939      | 4.53-4.61                                  | B8pI:+O9V ? (or F2p?) | ~1700                      |
| μ1 Sco | EB/SD        | 1.44626907   | 2.94-3.22                                  | B1.5V+B6.5V           | 800                        |
| π Sco | EB           | 1.57         | 2.82-2.85                                  | B1V+B2V               | 460                        |
| Усі зорі цього типу належать до типу EB. Для деяких систем Загальний каталог змінних зір подає додаткову класифікацію, відокремлену похилою рискою («/»). |              |              |                                            |                       |                            |

V1309 Скорпіона у минулому була зорею типу β Ліри, однак внаслідок злиття компонентів перетворилась на яскраву червону нову і, здається, втратила обертальний момент зір типу β Ліри.